# La Navidad de Luis
La Navidad de Luis es una canción del cantautor argentino León Gieco, compuesta en 1973 e incluida en su álbum Siete años de 1980.
El tema presenta un diálogo entre Luis y su empleadora. Ella le ofrece una dádiva en la víspera de Navidad, la cual Luis rechaza aduciendo que seguirá los consejos de su padre y seguirá viviendo su vida de la misma forma.
Durante la dictadura militar autodenominada Proceso de Reorganización Nacional, se la intentó censurar aduciendo que contenía mensajes satánicos. En 1994 fue reeditado en el álbum Desenchufado, mientras que en 2003 se incluyó una versión en vivo en el álbum El vivo de León.